# Pierre de Monte
Pierre o Pietro del Monte fou un hospitaler italià que va succeir en el càrrec de Gran Mestre a Jean Parisot de la Valette. Ell va continuar les obres de construcció de la ciutat de La Valletta i es va encarregar de construir la Porta del Monte, que durant el segle xix es va enderrocar per construir l'actual Victoria Gate, en honor de la reina britànica, i que dona entrada a la capital de l'illa.